# Brunei-Muara
Brunei-Muara (malajski Daerah Brunei-Muara) – jeden z czterech dystryktów Brunei, zajmujący północno-wschodnią część kraju. Stolicą dystryktu jest Bandar Seri Begawan, zarazem stolica państwa.
Brunei i Muara to dystrykt najmniejszy (570 km²), ale zarazem o największym zaludnieniu (213 800 mieszkańców). Dzieli się na 17 mniejszych jednostek administracyjnych (mukimów). Innym dużym miastem, obok stolicy, jest Muara.

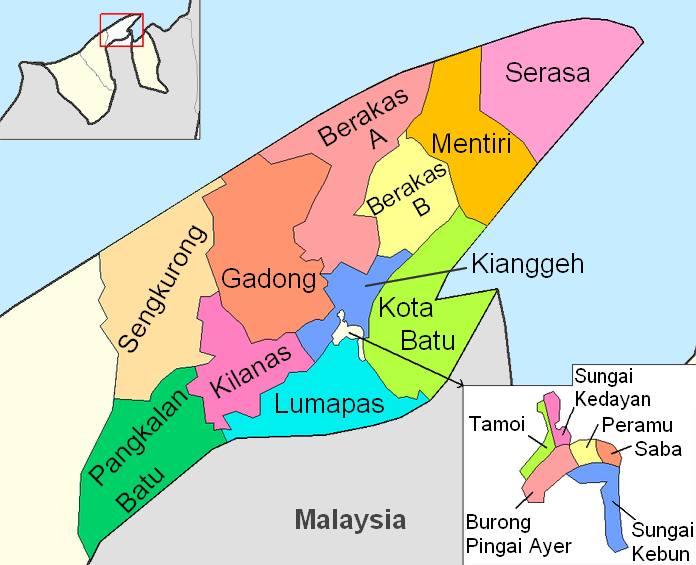
Mukimy dystryktu Brunei i Muara